# Montoulieu, Ariège
Montoulieu är en kommun i departementet Ariège i regionen Occitanien i södra Frankrike. Kommunen ligger  i kantonen Foix-Rural som ligger i arrondissementet Foix. År 2022 hade Montoulieu 416 invånare.

## Befolkningsutveckling
Antalet invånare i kommunen Montoulieu
Referens: INSEE

## Galleri

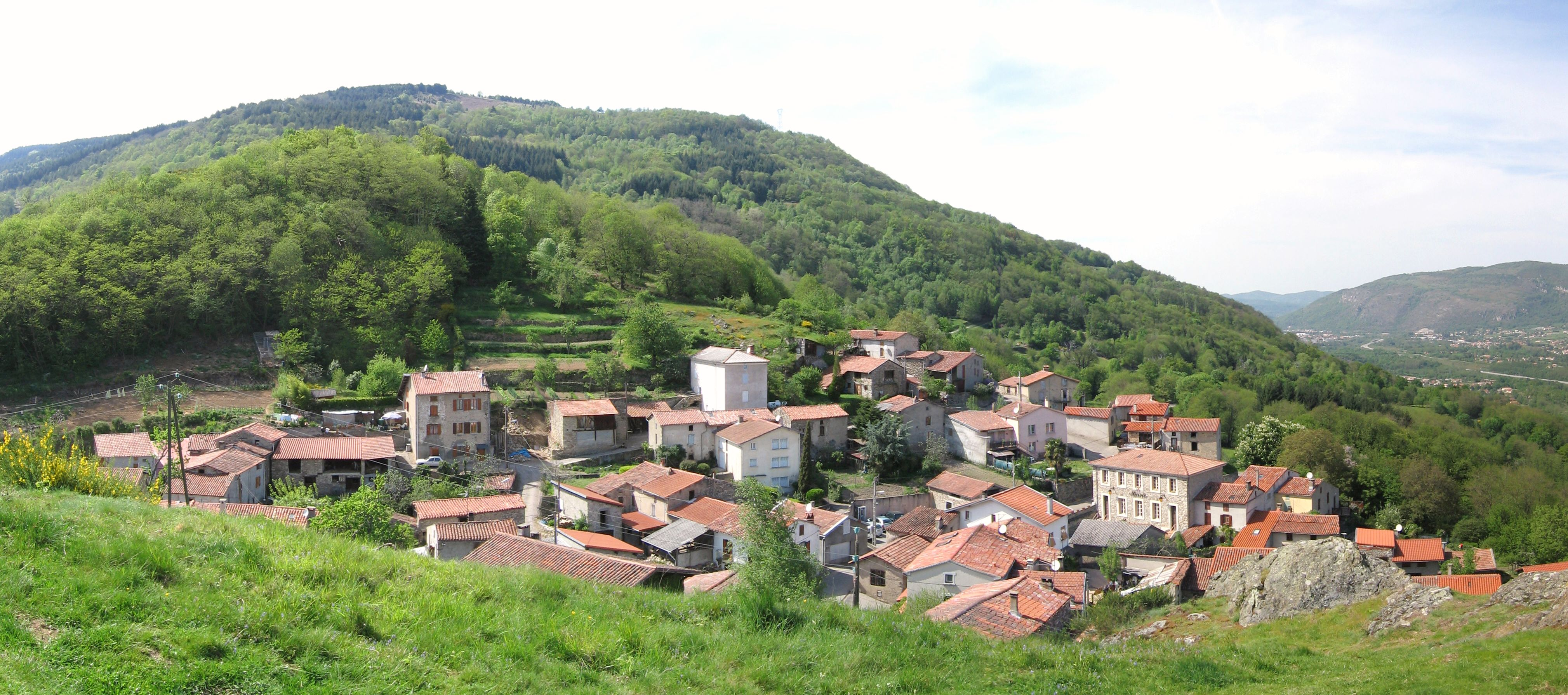
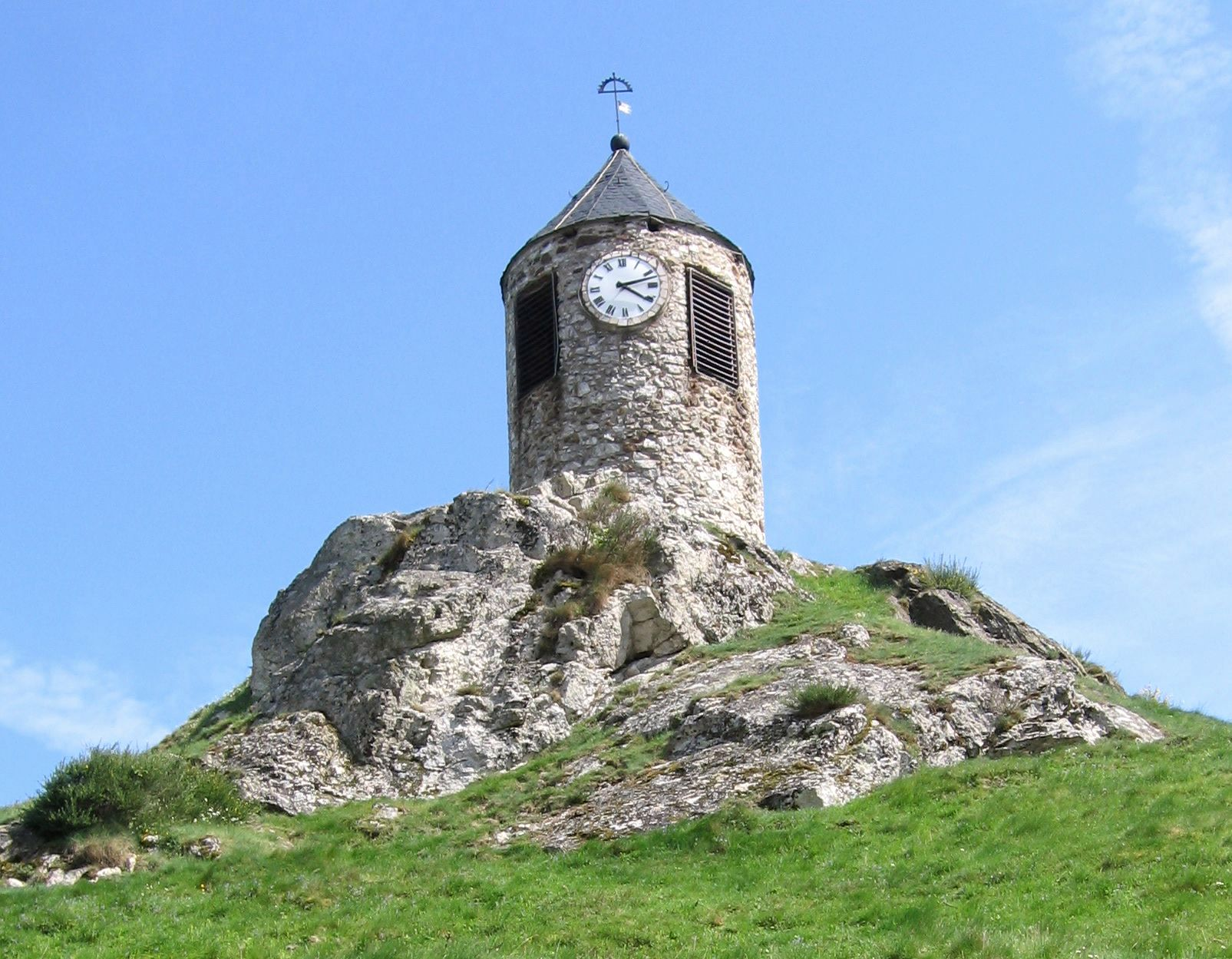
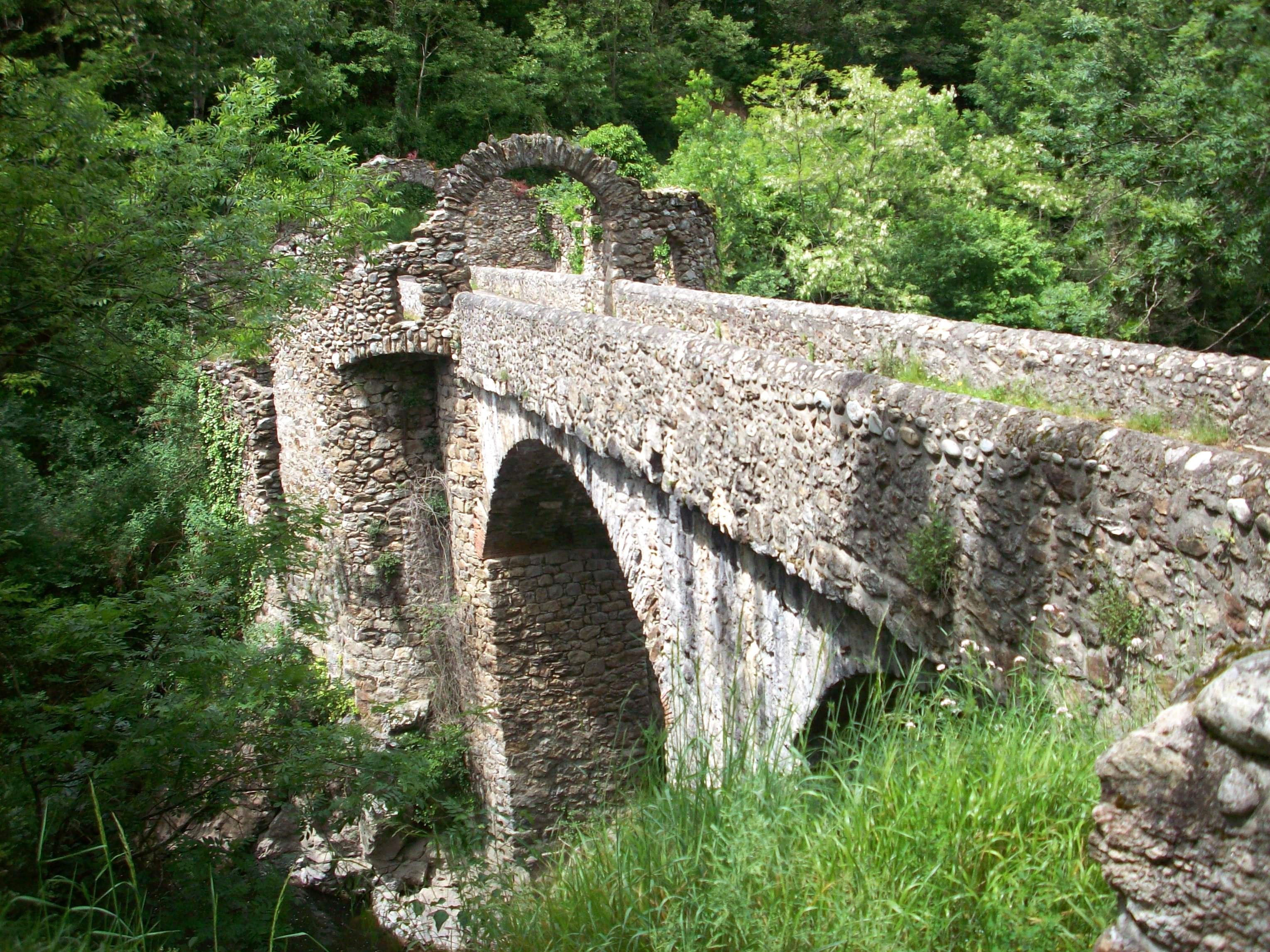